# 三省站
三省站（：／ Samseong yeok */?）是京釜線沿線的一座鐵路車站，位于韓國庆尚北道庆山市南川面三省里，目前不提供載客服務。

## 历史
- 1921年9月20日，以信号所的方式落成使用。
- 1926年10月1日，升格为车站，开始办理客运业务。
- 2004年7月15日，停止办理客运业务。

## 车站周边
- 南川初等学校
- 南川面保險支所
- 煙竹山
- 韓國鐵道技術研究院輕量電鐵試驗線

## 相鄰車站
韓國鐵道公社
京釜線
慶山－三省－南省峴